# موزه آینده (دبی)
موزهٔ آینده (به عربی: متحف المستقبل) یک فضای نمایشگاهی برای خدمات و محصولات نوآورانه و آینده‌نگر است. موزهٔ آینده که در منطقهٔ تجاری دبی در امارات متحدهٔ عربی واقع شده، دارای سه بخش اصلی است: تپهٔ سبز، ساختمان و فضای خالی. این موزه که بنیاد آیندهٔ دبی آن را بنا نهاده، قرار بود در سال ۲۰۲۱ افتتاح شود؛ اما تا پایان سال نیز تکمیل نشد. دولت امارات متحده عربی نهایتاً موزه را در ۲۲ فوریه ۲۰۲۲ افتتاح کرد. دلیل رسمی انتخاب این تاریخ برای افتتاح موزه، وارونه‌خوانگی آن است.
هدف این موزه ترویج توسعهٔ فناورانه و نوآوری به‌ویژه در زمینهٔ رباتیک و هوش مصنوعی است.
با وجود آنکه بنای موزه هنوز تکمیل نشده، اما در طول سالیان گذشته میزبان چندین نمایشگاه مستقل بوده‌است.

## عبارات روی نشان موزه
اینها گزیده‌هایی از سخنرانی حاکم وقت دوبی هستند:
- نه آن است که ما قرن‌ها زنده خواهیم بود، بلکه می‌توانیم چیزهایی بیافرینیم که قرن‌ها زنده باشد.
- آینده از آن آنهاست که می‌توانند آن را تصور، طراحی و محقق کنند. آینده منتظر من و شما نمی‌ماند، اما می‌توان آن را امروز ساخت.
- راز زندگی تازه، توسعه تمدن و پیشرفت بشریت در یک کلمه است: نوآوری.